# Cladochaeta bomplandi
Cladochaeta bomplandi är en tvåvingeart som först beskrevs av Malloch 1934.  Cladochaeta bomplandi ingår i släktet Cladochaeta och familjen daggflugor. Inga underarter finns listade i Catalogue of Life.